# Jardiner setinat
El jardiner setinat (Ptilonorhynchus violaceus) és una espècie d'ocell de la família dels ptilonorínquids (Ptilonorhynchidae) i única espècie del gènere Ptilonorhynchus. Habita boscos i ciutats d'Austràlia oriental des del sud-est de Queensland, cap al sud, a través de l'est de Nova Gal·les del Sud fins al sud de Victòria.